# Resolució 2117 del Consell de Seguretat de les Nacions Unides
La Resolució 2117 del Consell de Seguretat de les Nacions Unides fou adoptada el 26 de setembre de 2013. El Consell va instar els estats que no havien signat el Tractat sobre el Comerç d'Armes lleugeres i municions (juliol de 2013) a ratificar-lo sense demora. Alhora va confirmar la seva pròpia responsabilitat en el compliment dels embargament d'armes lleugeres i que en calia reforçar la supervisió.
La resolució fou aprovada catorze vots contra cap en contra i l'abstenció de Rússia, qui va justificar la seva actitud perquè no es va tractar el lliurament d'armes als països no reconeguts.

## Antecedents
El tràfic d'armes il·legal d'armes i el mal ús d'aquestes armes constituïa un problema que desestabilitzava els països i amenaçava la pau i la seguretat internacionals. També servia de combustible en conflictes armats en curs. Sovint, el Consell de Seguretat havia d'imposar sancions i embargaments i va encarregar a les forces de manteniment de la pau per fer alguna cosa al respecte. Austràlia va ser qui va plantejar el problema i va demanar l'acció.
El secretari general de l'ONU, Ban Ki-moon, va declarar que les armes il·legals a les zones de conflicte no només provocaven problemes de seguretat, sinó que també causaven una sèrie de violacions dels drets humans, inclosa la violència sexual, tortura, assassinats i nens soldat. Va dir: "el món està sobrearmat i la pau està mal finançada".

## Contingut
El tràfic il·legal i l'ús indegut d'armes lleugeres continuaven causant moltes morts arreu del món. Es va recordar als països la seva obligació de complir amb els embargaments d'armes de l'ONU. També calia prendre mesures per prevenir violacions dels embargaments. Als països on els embargaments era vigent, el govern havia d'assegurar i controlar millor les existències d'armes. Els mantenidors de la pau podrien ajudar a aquests països mitjançant la recollida d'armes, la desmobilització i la reintegració dels combatents.